# Landrynka

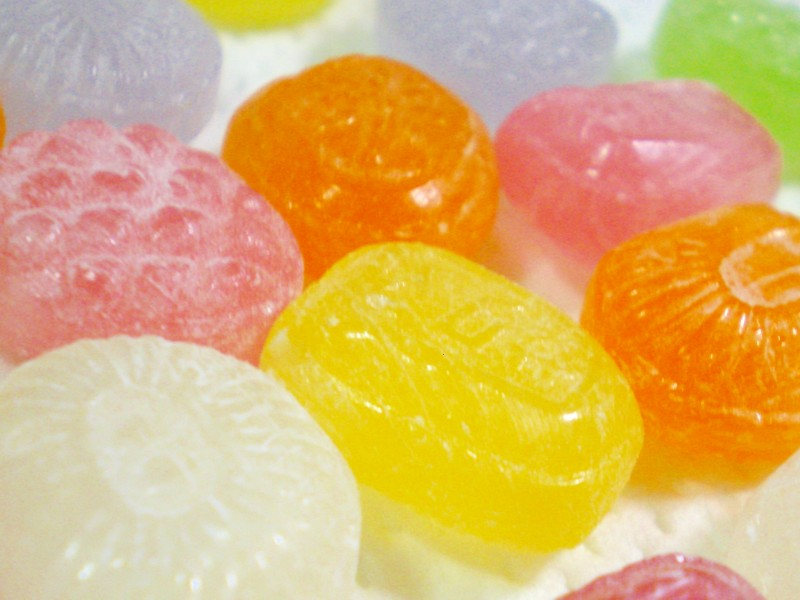
Landrynki

Landrynki – twarde cukierki wykonane z jednorodnej masy, służące do ssania lub rozgryzania, przezroczyste, ale o różnych kolorach. Występują w różnych smakach, głównie owocowych.
W opinii stomatologów są jednymi z najbardziej niepożądanych słodyczy z racji ich szczególnie długiego przetrzymywania w ustach. Nie zmienia to faktu, że są jednymi z popularniejszych rodzajów cukierków.
Nazwa pochodzi od nazwiska Fiodora Matwiejewicza Łandrina (Федор Матвеевич Ландрин, 1817–1882), założyciela i właściciela fabryki słodyczy założonej w 1848 roku w Petersburgu.